# Labeo udaipurensis
Labeo udaipurensis är en fiskart som beskrevs av Tilak, 1968. Labeo udaipurensis ingår i släktet Labeo och familjen karpfiskar. Inga underarter finns listade i Catalogue of Life.